# Alan Roura
Pour les articles homonymes, voir Roura (homonymie).
Alan Roura, né le 26 février 1993 à Onex (Suisse), est un navigateur et skipper professionnel suisse. 
À 23 ans, dans le Vendée Globe 2016-2017, il est le plus jeune concurrent de l'histoire de l'épreuve, dont il termine 12e. En 2019, sur La Fabrique, deuxième Imoca du nom, il établit un record de traversée de l'Atlantique nord en solitaire sur un monocoque de 60 pieds, en 7 jours, 16 heures, 58 minutes et  25 secondes.

## Biographie

### Jeunesse
Alan Roura naît le 26 février 1993, à Onex, dans le canton de Genève, en Suisse. Dès l'âge de deux ans, il vit avec sa famille à bord d'un bateau à moteur, sur le lac Léman. Pour ses six ans, son père lui offre un Optimist. En 1998, la famille acquiert un voilier de 12,50 mètres, Ludmila.
En février 2001, les parents et leurs quatre enfants conduisent leur voilier à Port-Camargue. Ils embarquent dans l'idée d'un tour du monde où ils travailleraient sur place durant les escales. Alan a huit ans. En ce qui le concerne, l'aventure va durer onze ans. Il va grandir aux Antilles. À 13 ans, il met fin à sa scolarité. Il travaille avec son père comme couvreur-zingueur ou dans des chantiers navals. À 15 ans, à Grenade, il achète et remet en état Gift, un Mini sur lequel il découvre la régate deux années durant.
En janvier 2010, il part sur Ludmila avec son père, à Papeete, puis en Nouvelle-Zélande et en Nouvelle-Calédonie. Le jour de ses 18 ans, il devient le plus jeune skipper à obtenir le brevet international de yachtmaster. Mais son père et lui estiment qu'il est temps de vendre leur bateau, et de rentrer en Suisse.

### Classe Mini
En 2012, Alan s'installe en Bretagne. À Douarnenez, il achète Navman, un prototype Mini en bois, en mauvais état. En mai, il participe au Trophée Marie-Agnès Péron. Il termine 17e, sur 24 prototypes. En juin, avec Anabelle Boudinot, il prend le départ de la Mini-Fastnet. Le bateau démâte. En novembre 2013, Roura court la Mini Transat. Benjamin de l'épreuve, doté du plus petit budget, ne recevant en mer ni les bulletins météo ni les classements, il termine 11e sur 31 protos. Il vend Navman.

### Class40
En novembre 2014, Roura prend le départ de la Route du Rhum à la barre du Class40 Exocet, qu'il a loué pour six mois. Le bateau prend l'eau, les avaries se multiplient. Roura doit s'arrêter à Roscoff. Il se blesse. Il est contraint à l'abandon.
En 2015, sur Exocet devenu Club 103, Roura participe avec Juliette Petrès à la Transat Jacques-Vabre. Ils se classent 10es, sur 14 Class40.

### Le premier ImocaLa Fabrique

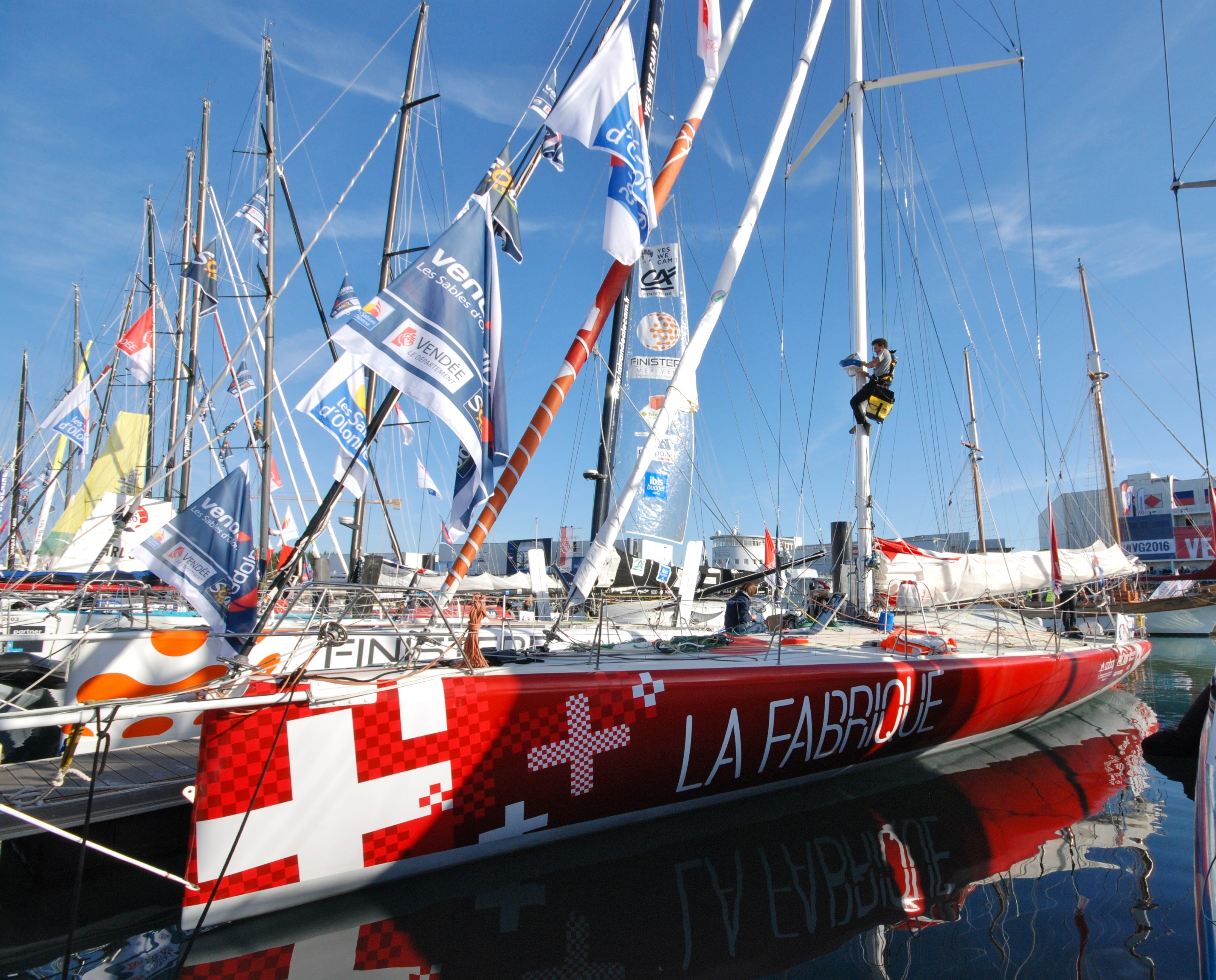
La Fabrique, premier Imoca du nom, avant le Vendée Globe 2016.

La même année, Roura loue pour un euro symbolique un Imoca, le plan Rolland Superbigou, que Bernard Stamm avait construit lui-même pour le Vendée Globe 2000. En avril 2016, Roura se qualifie pour le Vendée Globe en courant la Calero Marinas Solo Transat Canaries-Newport, (3e sur trois).

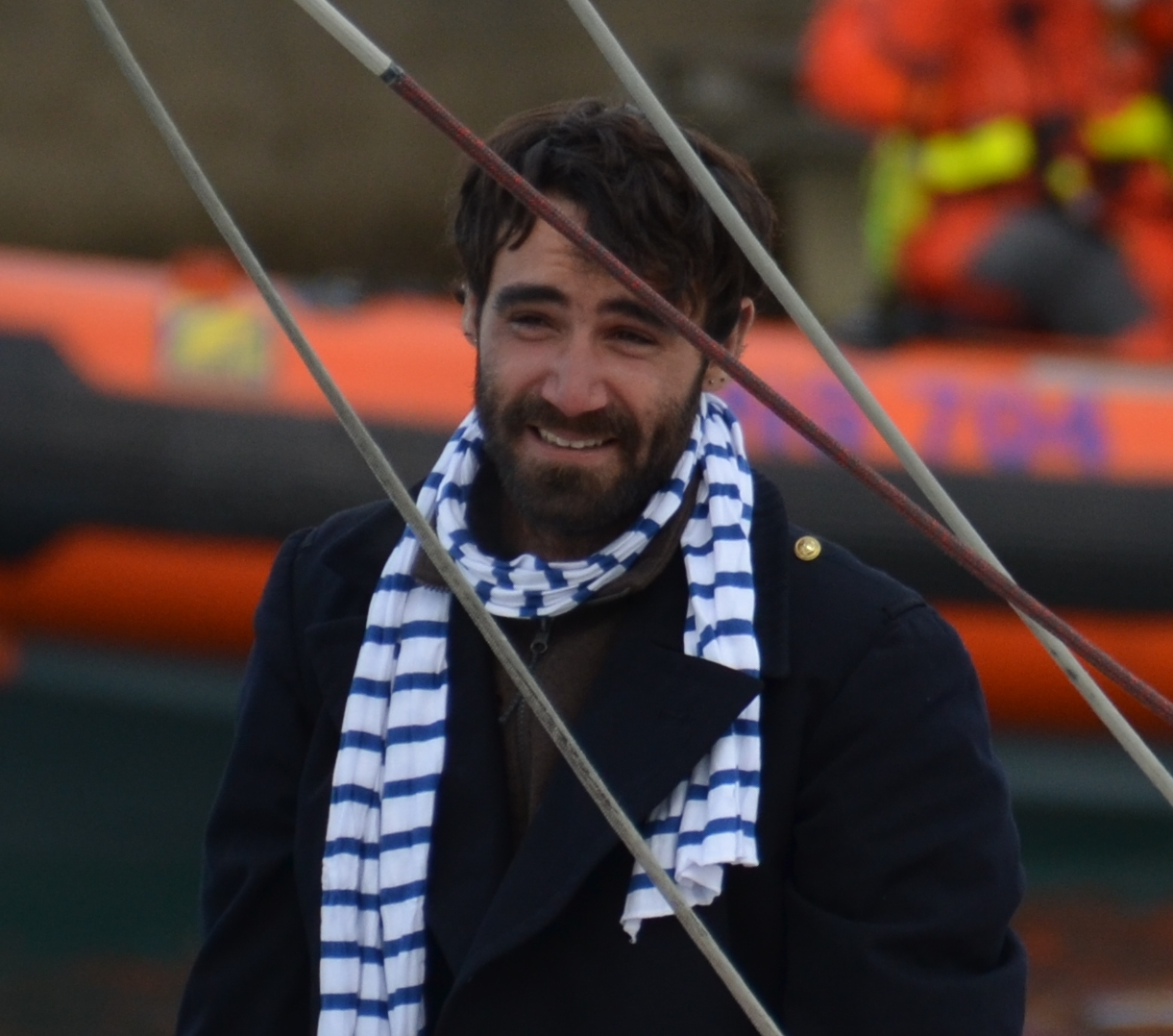
Alan Roura dans le chenal des Sables-d'Olonne, le jour du départ du Vendée Globe 2016.

Il s'agit à présent de mettre le voilier à même d'affronter un tour du monde en course. Un biscuitier suisse, La Fabrique, assure une part du budget, qui est le plus modeste de la flotte. Superbigou, l'un des plus vieux bateaux engagés, devient La Fabrique. La remise en état du bateau fait en grande partie appel au « sens de la bidouille » d'une équipe composée de quatre bénévoles : Roura, son amie et deux copains de la Classe Mini.

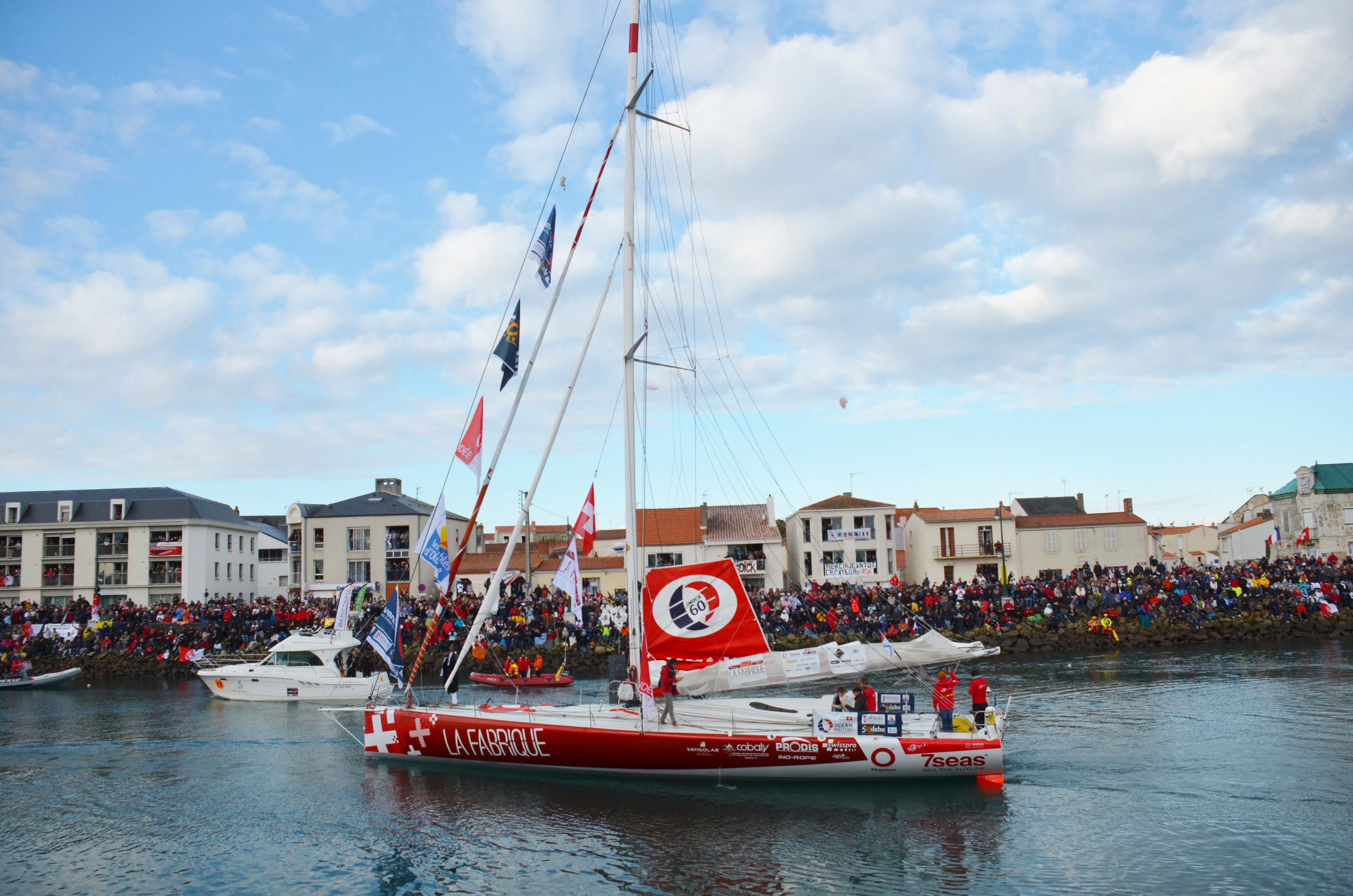
Le premier La Fabrique dans le chenal des Sables-d'Olonne, le jour du départ du Vendée Globe 2016.

Roura, 23 ans, est le plus jeune concurrent de l'histoire de l'épreuve. Il se met en valeur durant la course en faisant preuve d'une belle combativité et aussi de beaucoup de sang-froid. Le directeur de course Jacques Caraës avoue qu'il éprouvait « des doutes » à son sujet avant le départ. « Alan Roura, dit-il, m'a très largement surpris. C'était un garçon que je ne connaissais pas. Quand il a perdu son safran au pire moment dans l'océan Indien et qu'il m'a appelé une heure plus tard pour me dire qu'il avait réussi à mettre le safran de secours, j'étais vraiment étonné. » Roura termine à une respectable 12e place — et à la première place des bateaux d'ancienne génération — sur un Imoca mis à l'eau 17 ans plus tôt. Il a passé en mer 105 jours, 20 heures, 10 minutes et 32 secondes.

### Le deuxièmeLa Fabrique

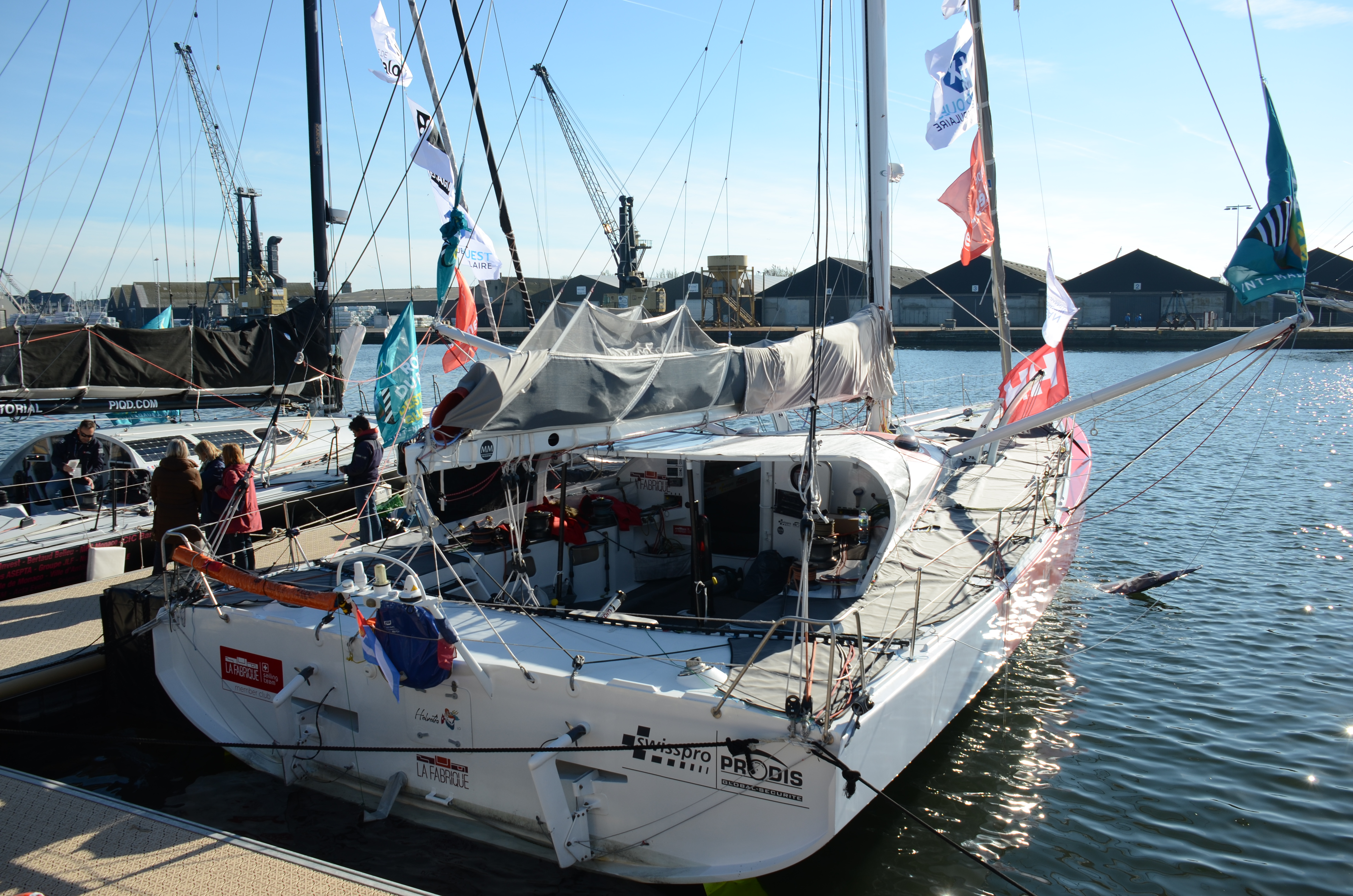
La Fabrique, deuxième Imoca du nom, la veille du départ de la Route du Rhum 2018.

La performance lui vaut un surcroît de confiance de la part de son sponsor, qui se dit prêt à financer l'achat de l'ancien Brit Air d'Armel Le Cléac'h, un plan Finot-Conq lancé en 2007. La Fabrique accepte également d'assurer le budget de remise à niveau et le budget de fonctionnement. « J'ai bien fait de me faire mal sur le Vendée Globe, conclut Roura, car c'est là que je les ai convaincus. »
Le bateau devient La Fabrique, deuxième Imoca du nom. En novembre 2017, Roura court la Transat Jacques-Vabre avec Frédéric Denis. Ils terminent 9es, sur 13 Imoca.

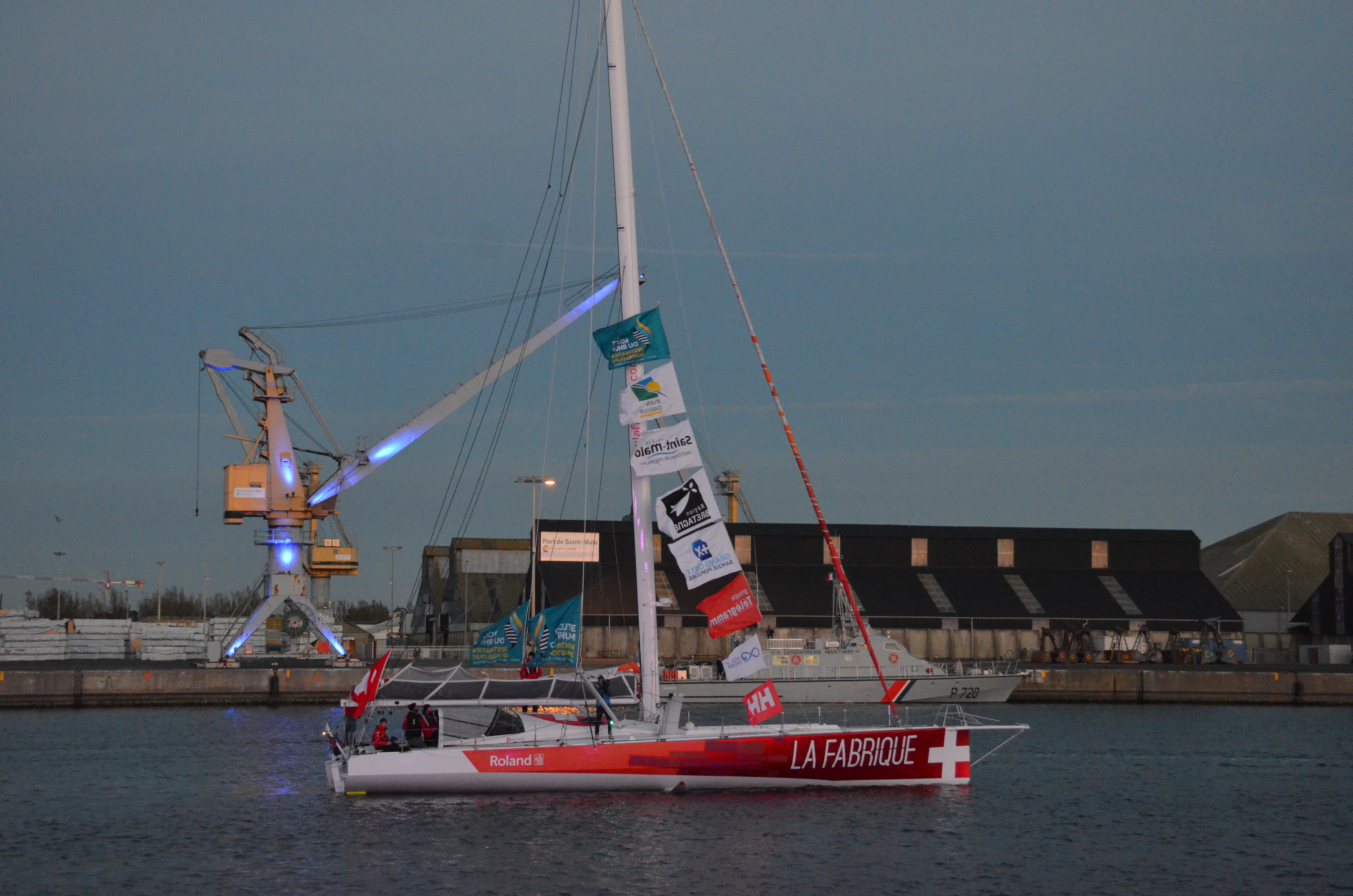
Le deuxième La Fabrique, la veille du départ de la Route du Rhum 2018.

De janvier à juillet 2018, le bateau est en chantier. On lui adjoint des foils « en G ». En novembre, Roura prend le départ de la Route du Rhum. Il embarque un spinnaker plutôt qu’un grand gennaker, ce qui va le pénaliser au reaching. Il termine 7e, sur 20 Imoca.
Le 19 juillet 2019, sur La Fabrique, à la vitesse moyenne de 15,57 nœuds, Roura améliore de 12 heures et 22 minutes le record de traversée de l'Atlantique nord en solitaire sur un monocoque de 60 pieds (7 j 16 h 58 min 25 s),. En août, dans la Fastnet Race, où les Imoca courent en double, La Fabrique, mené par Roura et Sébastien Audigane, termine 11e sur 20 Imoca,. En novembre, dans la Transat Jacques-Vabre, Roura et Audigane terminent 21es sur 29 Imoca,.
Le 8 novembre 2020, il prend le départ du Vendée Globe 2020-2021 qu'il termine en 95 jours à la 17e place le 11 février 2021.

### Hublot

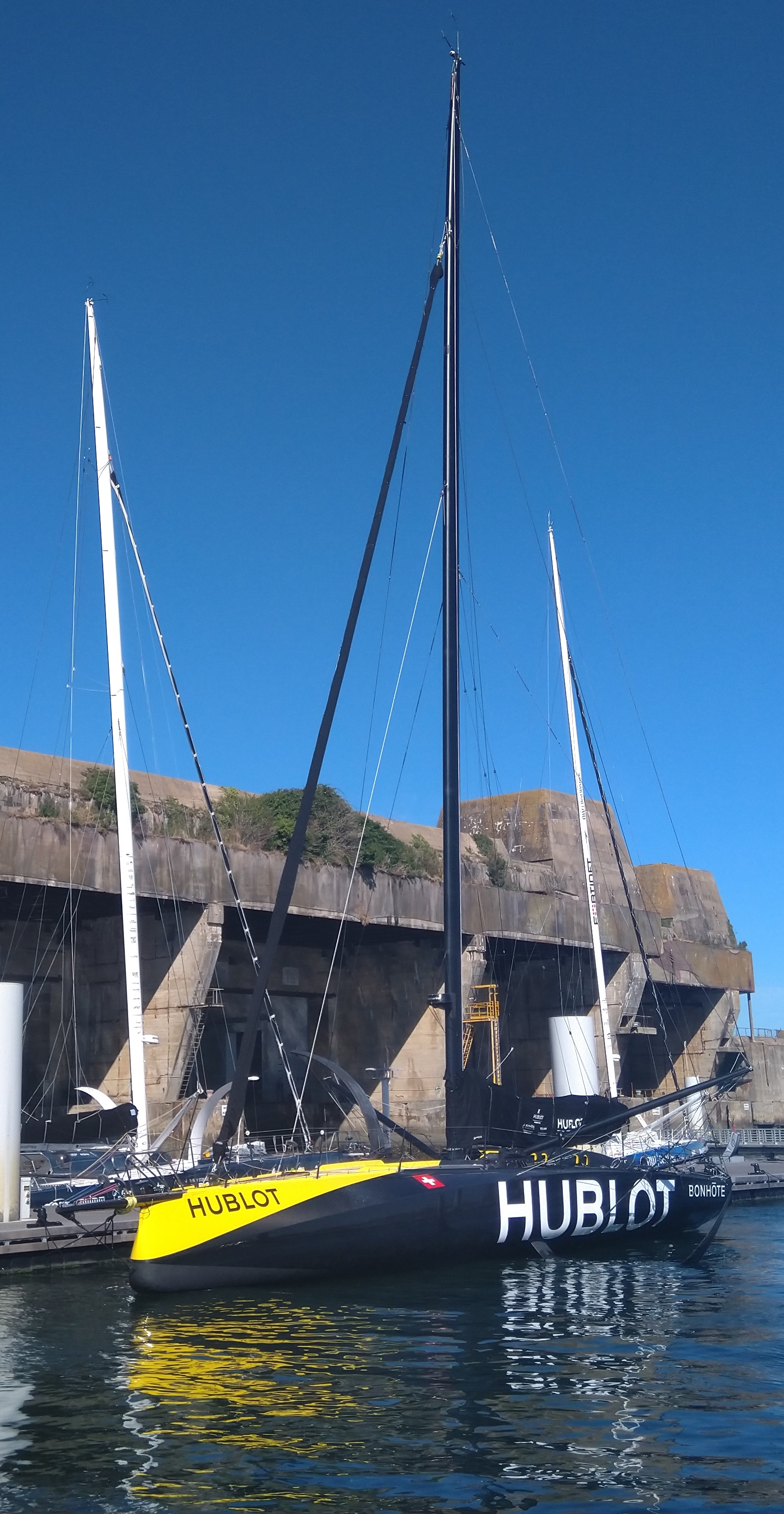
Hublot en juillet 2022, à Lorient, son port d'attache.

En octobre 2021, un mécène suisse achète l'Imoca d'Alex Thomson, le Hugo Boss de 2019, pour le mettre à la disposition de Roura,. En mars 2022, le bateau devient Hublot, du nom du sponsor qui couvre les frais de fonctionnement, l'horloger suisse Hublot.
En mai, Roura termine 15e de la Bermudes 1000 Race. « Hublot est un bateau vraiment génial, déclare-t-il à l'arrivée, mais ce n’est pas un grand fan du près et moi non plus ! » Le navigateur axe donc sa préparation sur le près. En juin, il est 7e de la Vendée-Arctique. En septembre, il finit 13e sur 24 dans les 48 Heures Solo du Défi Azimut.
En novembre, il termine 21e sur 38 Imoca dans la Route du Rhum. C'est, pour Roura, une grosse déception : « On s’est préparés toute l’année à faire du près, du coup finalement, au près j’ai presque sauvé les meubles et au final je n’ai pas fait assez de portant pendant l’année et on a fait quand même pas mal de portant sur la course. Les alizés n’étaient pas très bien établis, la mer était formée : le bateau n’a pas volé une seule fois au portant, il était sous l’eau tout le temps. Je n’ai pas vraiment vu son potentiel. »
En 2023, quatre courses en double sont au programme. Le co-skipper de Roura est Simon Koster. Les résultats sont toujours décevants : 8es sur 13 dans la Bermudes 1000 Race, 17es sur 29 Imoca dans la Fastnet Race, 18es sur 33 dans les 48 heures du Défi Azimut, 19es sur 40 Imoca dans la Transat Jacques-Vabre,. Simon Koster est pourtant un excellent régatier et un coureur au large éprouvé : en Class40, il a terminé 2e de la Transat Jacques-Vabre 2021 et 4e de la Route du Rhum 2022. Roura en déduit que les piètres résultats de Hublot ne sont pas imputables au skipper, ou pas entièrement au skipper. Il semble bien que le bateau soit en cause. La saison se conclut sur une course en solitaire, le Retour à la Base. Roura termine 15e sur 32. 
Le chantier d'hiver 2023-2024 est l'occasion de doter Hublot d'une étrave spatulée, à l'exemple des autres Imoca. Pour des raisons budgétaires, le remplacement des foils en C (conçus pour le portant) par des foils plus polyvalents n'est pas à l'ordre du jour.
En mai 2024, Roura termine 13e sur 33 dans The Transat.

### Vie privée
Il est marié et père de deux enfants.

## Palmarès
- 2012
  - 17e sur 24 prototypes au Trophée Marie-Agnès Péron, à bord du Classe Mini Navman[8]
  - 6e sur 8 protos dans l'Air Valencia, à bord de Navman[8]
  - 8e sur 8 protos dans la Mini Barcelona, à bord de Navman[8]

- 2013
  - 3e sur 3 protos dans la Mini Golf, à bord de Votre nom traverse l'Atlantique (Navman)[8]
  - 14e sur 15 protos dans la Mini-Fastnet, avec Ludovic Méchin, à bord de Paris-Texas[41]
  - 3e  de la Solitaire des séries en Surprise
  - 1er du Bol d'Or en Surprise
  - 11e sur 31 protos dans la Mini Transat, à bord de Navman[8]

- 2014. 5e sur 15 protos dans la Mini-Fastnet, avec Ludovic Méchin, à bord de Microvitæ[42]

- 2015
  - 7e sur 8 Class40 dans le Grand Prix Guyader, à bord de be.brussels (Exocet)[9]
  - 3e sur 5 Class40, dans l'Armen Race, à bord de be.brussels[9],[43]
  - 7e sur 9 Class40 dans le Record SNSM, à bord de be.brussels[9]
  - 6e sur 15 protos dans la Mini-Fastnet, avec Ludovic Méchin, à bord de Microvitæ[44]
  - 10e sur 14 Class40, dans la Transat Jacques-Vabre, avec Julie Petrès, à bord de Club 103 (Exocet)[9]

- 2016
  - 3e sur 3 dans la Calero Marinas Solo Transat, à bord de l'Imoca Un Vendée pour la Suisse
  - 4e de la Translémanique en solitaire

- 2017
  - 12e du Vendée Globe en 105 j 20 h 10 min 32 s, à bord du premier La Fabrique [14]
  - 9e sur 13 Imoca dans la Transat Jacques Vabre, avec Frédéric Denis, à bord du deuxième La Fabrique[15]

- 2018 :
  - 1er en série de la Plastimo Lorient, à bord du Mini Tyrion 944, en double avec Amélie Grassi[45].
  - 7e sur 20 Imoca dans la Route du Rhum 2018, en 15 j 2 h, 25 min 37 s, à la barre du deuxième La Fabrique[46]

- 2019 :
  - Record de la traversée de l'Atlantique nord à la voile en solitaire sur monocoque de 60 pieds, en 7 j 16 h 58 min 26 s, à la barre du deuxième La Fabrique, améliorant de 12 heures et 22 minutes le record précédent, détenu depuis 2012 par Marc Guillemot[18]
  - 11e sur 20 Imoca dans la Fastnet Race, avec Sébastien Audigane, à bord du deuxième La Fabrique[20],[16]
  - 21e sur 29 Imoca dans la Transat Jacques-Vabre, avec Sébastien Audigane, à bord du deuxième La Fabrique[21],[16]

- 2020. 14e sur 17 dans les 48 Heures du Défi Azimut, à la barre du deuxième La Fabrique[47]

- 2021. 17e sur 33 dans le Vendée Globe à la barre du deuxième La Fabrique[48]

- 2022, à la barre de l'Imoca Hublot :
  - 15e sur 24 dans la Guyader Bermudes 1000 Race[25]
  - 7e sur 25 dans la Vendée-Arctique[28]
  - 13e sur 24 dans les 48 Heures Solo du Défi Azimut[29]
  - 21e sur 38 Imoca dans la Route du Rhum[30]

- 2023, à la barre de Hublot :
  - 8e sur 13 dans la Bermudes 1000 Race, en double avec Simon Koster[31]
  - 17e sur 29 Imoca dans la Fastnet Race, en double avec Koster[32]
  - 18e sur 33 dans les 48 heures du Défi Azimut, en double avec Koster[33]
  - 19e sur 40 Imoca dans la Transat Jacques-Vabre, en double avec Koster[34],[33]
  - 15e sur 32 dans le Retour à la Base[36]

- 2024, à la barre de Hublot. 13e sur 33 dans The Transat[38]

- 2025, à la barre de Hublot. 18e sur 40 du Vendée Globe[49]

## Publications
- L'Aventure au bout du rêve, Lausanne, Favre, 2017, 165 p.  (ISBN 978-2-8289-1638-1).